# Retablo de la Quinta Angustia (Catedral de Orense)
El retablo de la Quinta Angustia es una obra realizada por el Maestro de Sobrado aproximadamente entre 1550 y 1557. Está ubicado en la Catedral de Orense (Galicia, España).

## Historia

### Retablo
Aunque la datación del retablo no puede establecerse con exactitud, la autoría del Maestro de Sobrado está fuera de toda duda, si bien en la década de 1960 Ramón Otero Pedrayo lo consideró obra de Juan de Juni,: 546  Gaspar Becerra o algún discípulo de Alonso Berruguete,: 239  habiéndose atribuido anteriormente a Francisco de Moure.: 147  El escultor Maximino Magariños Rodríguez, quien analizó la pieza a petición del historiador Cándido Cid Rodríguez, fue otro de los que atribuyó la obra a Juni:

He procurado echar una ojeada al retablo a fin de juzgar con algún detenimiento la parte documental a que apela Martínez Sueiro en su admirable artículo. Ya todos sabemos que la pujanza de la escuela escultórica de Castilla y sobre todo la que se cultivó en Valladolid fue debida al desarrollo que dio Alonso de Berruguete después de su regreso de Italia y que cuando este construía las obras le ayudaban los oficiales de Bigarni, Nájera, Juni y Becerra, así que analizando el retablito de la Quinta Angustia de esa catedral se advierten varias tendencias; el relieve de la hornacina principal puede asegurarse que en su totalidad predominaron los elementos artísticos y manufacturas de Juan de Juni, así como en el resto de los relieves decorativos se ve un eclecticismo poco feliz de Becerra y en las columnas tendencia a emplear los elementos de Berruguete y de ningún modo se advierte nada que podamos atribuírselo a nuestro Moure. Juni proyectaba la arquitectura con elementos clásicos y menos tendencia barroca, así como Becerra era en la figura más toscano y con tendencia al espíritu de Miguel Angel. Y por otra parte como Juni tenía temperamento de hacer prevalecer sus cosas y no recurría a los contemporáneos me inclino a creer que su discípulo Jordán haya proyectado el retablo en su totalidad y procurarse impresionarse en las figuras del Santo Entierro que hoy se conserva en el museo de Valladolid, porque la cara del Salvador es el mismo tipo que Juni esculpió y que si Juni no fue el autor Jordán debió copiarla. En todas estas obras solían intervenir varios artistas que cada uno se encargaba de lo suyo, y como Berruguete en sus últimos años estaba bajo la presión de la escuela de Dominico Foncelli, porque así se lo exigieran, y por tanto tenía casi olvidada o abandonada la imaginería, sus oficiales se esparcieron y lo mismo le sucedió a Becerra, siendo por tanto Juni el que más trabajaba en esta clase de retablos.

Si pudiésemos desmontar el retablo de la Quinta Angustia es posible que nos quitase de toda duda y veríamos los nombres de maestros y oficiales que tallaron la pieza, porque solían poner su monograma en cada pieza.

Yo también tenía la creencia que Becerra hubiera sido su autor por conocer bajo relieves muy semejantes, pero hoy afirmo la creencia que el relieve central es de Juni o que de Juni se copió en su tiempo.

El historiador del arte Juan José Martín González, quien en la misma época que Pedrayo asignó la pieza correctamente al Maestro de Sobrado,: 69  fechó el retablo en torno a 1547, afirmando que para entonces tal vez ya estaba acabado;: 40  esta datación resulta sin embargo imposible puesto que el maestro no llegó a Orense hasta 1550 (de 1545 a 1550 estuvo trabajando en el retablo mayor de la iglesia del Monasterio de Santa María de Sobrado). Pese a desconocerse en qué franja temporal se ejecutó la obra, hay constancia de que la misma estaba terminada para 1557,: 54  lo que deja el periodo 1550-1557 como la fecha correcta en la que encuadrar su factura, si bien la policromía y el dorado no serían aplicados hasta varios años después, cuando el 31 de octubre de 1565 Juan Tomás Celma (tío de Juan Bautista Celma, famoso por su labor en la Catedral de Santiago de Compostela) firmó el contrato correspondiente,: 70  siendo esta su obra más importante en Galicia. Según consta en la escritura de concierto, Celma, quien cobró 200 ducados de oro y cierta cantidad en especie, debía desmontar el retablo para dorarlo y ejecutar labores en grabado y a punta de pincel, teniendo a mayores el cometido de elaborar un guardapolvo para la zona superior y de instalar las armas del regidor Rodrigo Díaz de Cadórniga, debiendo colocar a su vez, a modo de protección del retablo, una cortina de color negro con una Piedad con siete espadas y varios santos pintados en grisalla, pieza hoy perdida.: 70 : 94  Más de dos siglos después, en 1776, el pintor Carlos Rodríguez incorporó sobre el ático un remate en estilo rococó consistente en una rocalla de grandes dimensiones y, a ambos lados del retablo, unas orejas o pulseras de similares características con cartelas que renuevan la inscripción inicialmente presente, alusiva a la fundación del espacio donde se ubica el retablo, la Capilla de San Benito, también denominada Capilla de Alba, en el brazo norte del transepto, junto a la Capilla del Santo Cristo; el retablo llegaría a ser conocido precisamente como retablo de San Benito y también como retablo de la Misa de Alba en honor a la liturgia que se celebraba allí antiguamente. Este espacio, además, constituye la capilla funeraria de al menos uno de sus fundadores, el arcediano Alonso González de la Morera, quien está enterrado a los pies del retablo, obra que él mismo comisionó al Maestro de Sobrado.: 54  Esta pieza no fue el único encargo realizado por González de la Morera al artista, pues hay pruebas documentales de que el maestro elaboró para el arcediano un retablo historiado de la Pasión, obra destinada a la devoción particular al igual que un tríptico mutilado propiedad del Museo Arqueológico Provincial, pieza elaborada también por el Maestro de Sobrado aunque de procedencia desconocida.

### Capilla
En lo que respecta a la capilla, esta fue fundada a mediados del siglo xvi por Alonso González de la Morera y su sobrino Francisco Rodríguez de la Morera, regidor de Orense, estableciendo ambos varios aniversarios y cuatro capellanías con ciertas obligaciones, entre ellas la de una misa de alba, fundada por el regidor Pedro Rodríguez (padre de Francisco) y así llamada por celebrarse en el crepúsculo matutino. En 1555, ante el escribano Gonzalo Placer, Francisco otorgó escritura de fundación de vínculo a favor de un sobrino suyo y otros: con esta fundación creó dos capellanías con misa de alba y una capellanía para celebrar misa a las diez en verano y a las once en invierno, quedando este pariente y sus sucesores obligados a dar ornamentos y todo lo necesario para el oficio de las liturgias. Sumado a lo anterior, Francisco dejó una determinada cantidad de dinero a la fábrica a modo de ayuda para que se pudiese fundir la campana mayor, regalando en 1547 un esquilón para que tocase durante las misas celebradas en la capilla y fundando a mayores cuatro aniversarios. Para comienzos del siglo xx la capilla pertenecía al patronato de los condes de Taboada, en quienes recayó esta titularidad por derivación de Aldonza de Cadórniga, habiéndose reducido para entonces las obligaciones a tan solo la misa de alba y la entrega de siete ducados anuales para la oblata.: 146–147 : 92 

## Descripción

### Arquitectura
Según una descripción realizada con motivo de la visita el 25 de enero de 1568 del obispo Fernando Tricio de Arenzana:

S. S.a visitó el altar de San Benito que está a la puerta del Santo Crucifijo a la mano derecha como salen de la lglesia, dícese allí la Misa de Alba y la de las once, en lo más alto está imagen del San Benito de bulto, el retablo representa la quinta Angustia con todas las imágenes de bulto y doradas. Está delante un guarda polvo negro con unas imágenes blancas, dicen que está a cargo del Regidor Ruy Díaz de Cadórniga.: 147–148 

El retablo, perteneciente a la tipología de retablo escenario, posee un cuerpo de una sola calle, altar, banco y ático; el cuerpo alberga un alto relieve de la Quinta Angustia (también conocido como Lamentación ante Cristo muerto), mientras que el ático exhibe una talla de bulto redondo de San Benito,: 40  obra del Maestro de Sobrado al igual que la talla del esamblaje.: 70  El banco, de 2,42 metros,: 94  se ornamenta con un relieve en el que figura un escudo (el único con el que cuenta el retablo) sostenido por dos putti: 40  de aspecto hinchado y prominente musculatura,: 70  destacando a su vez relieves de lanzas, trofeos, militares y dos cartelas, así como temática de corte fantástico (atlantes) en los netos de los pilares del cuerpo del retablo, el cual se halla flanqueado por columnas de fuste anillado en la sección central y decoradas en las áreas superior e inferior con calaveras, caretas y mascarones ligados entre sí por telas colgantes. Los capiteles, inicialmente de orden compuesto, quedan modificados por el añadido de mascarones en el centro en vez del típico florón, contando a los lados con volutas dobles. Por su parte, las retropilastras son igualmente de orden compuesto y poseen ornamentación de candelieri en el fuste, mientras que el friso se quiebra por la existencia de cuatro netos divididos en la cornisa por las cabezas en relieve de cuatro serafines del mismo tipo que los que adornan las esquinas superiores del cuerpo.: 70 : 42  En lo que respecta al ático o cuerpo terminal, este consiste en una hornacina de medio punto flanqueada por pilares de fuste estriado en vertical con decoración de telas colgantes a imagen y semejanza de las columnas inferiores, todo rematado con un frontón clásico muy moldurado.: 42  En los laterales del retablo figuran sendas cartelas con inscripciones: «ESTA CAPILLA LA DOTARON LOS SEÑORES.EL ARCEDIANO D.oA.o DE MORERA Y DE CAIPERO RRS.» (izquierda); «Y FRANCISCO RRS. REGIDORES DE ESTA CIVd YLA ACABO D.o DIAZ DE CADORNIGA AÑO 1566.» (derecha).

### Imaginería

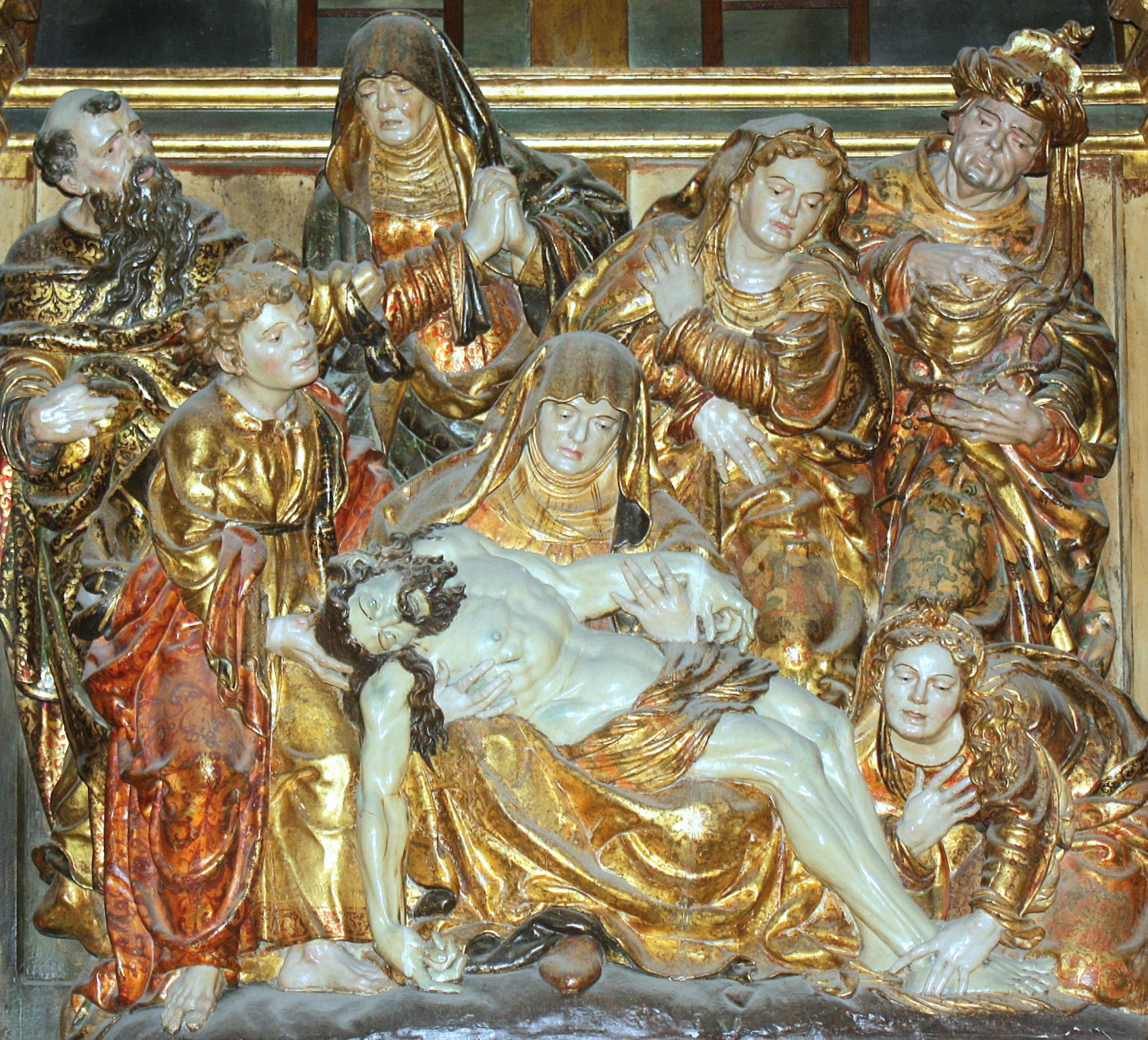
Relieve de la Quinta Angustia.

En lo tocante al relieve de la Quinta Angustia, tallado en madera de nogal y de 1,41 × 1,42 metros,: 94  este representa el momento inmediatamente posterior al Descendimiento, con la Virgen sujetando el cadáver de su hijo en lo que constituye una Piedad, fungiendo otros seis personajes como acompañantes en el duelo. La tipología de la escena guarda similitudes con el relieve de la Lamentación sobre Cristo Muerto, uno de los tres que se conservan del retablo mayor de la iglesia del Monasterio de Santa María de Sobrado, si bien en ambos se acusan importantes diferencias como consecuencia de haber sido ejecutados en dos periodos distintos, resultando las imágenes de la Virgen y su hijo muy similares a las del portapaz de la Quinta Angustia conservado en el Museo Catedralicio, pieza que pudo haber servido de inspiración al Maestro de Sobrado. Cristo, de una calidad excepcional, figura sin vida y con el cuerpo hundido por el peso en el regazo de su madre, con la cabeza reproduciendo el modelo reflejado en el Cristo crucificado de Sobrado, única talla de bulto redondo del retablo monacal que ha llegado a nuestros días y que actualmente se custodia junto con el relieve de la Lamentación sobre Cristo Muerto en la Iglesia de San Pedro de Porta, teniendo a su vez ambas imágenes la cabeza incrustada en el torso. María se aferra con fuerza al cuerpo inerte de Jesús al tiempo que llora con resignación mientras María Magdalena, arrodillada junto a Cristo, acaricia los pies de Jesús con la mano izquierda a la vez que presiona su pecho con la derecha en señal de duelo y de arrepentimiento por los pecados de su vida anterior, reflejando su actitud el sentimiento universal por la tortura y ejecución de un ser inocente de toda culpa. San Juan se erige a la izquierda de la composición sosteniendo la cabeza de Cristo, destacando muy cerca de él una de las Santas Mujeres (María de Cleofás) rezando y en estado de profunda aflicción. A la derecha de la escena figura Nicodemo de la misma forma que en el relieve de Sobrado con la corona de espinas entre las manos, si bien la imagen de José de Arimatea, situada detrás de San Juan, es distinta a la del relieve aunque idéntica a la del pastor arrodillado en el relieve de la Adoración de los pastores,: 69  otra de las piezas conservadas del retablo de Sobrado. 
El dolor plasmado posee gran veracidad y se halla exento de cualquier atisbo de teatralidad; fiel al manierismo imperante en la época, el esquema mostrado está muy organizado, con la cabeza de la Virgen fungiendo como centro geométrico, si bien la carga emocional se divide en dos líneas oblicuas las cuales forman un aspa: las cabezas de María, María de Cleofás y Nicodemo lucen inclinadas, dirigiendo de esta forma la mirada del espectador y por tanto la carga emocional al cuerpo de Jesús, mientras que la inclinación de los rostros de San Juan y José de Arimatea conducen la mirada de los fieles igualmente a Cristo aunque siguiendo otra trayectoria. Estas dos líneas conforman un triángulo en cuya área se erige otra de las Santas Mujeres (María Salomé), sumida en un gran dolor y con los ojos dirigidos en sentido vertical hacia el cadáver de Jesús,: 70  quedando esta figura y la de la Magdalena como las únicas que no se encuadran en ninguna trayectoria. En cuanto a los ropajes, la disposición de los mantos de la Virgen y las Santas Mujeres coincide con la de los paños de la imagen de Santa Marta custodiada en la Iglesia de Santa Marta de Tioira, obra también del Maestro de Sobrado,: 405  mientras que en términos generales el retablo, al ser de tipo escenario, supone un ejemplo de la expansión de esta temática por la península junto con muchos otros, como el retablo de las Angustias del Monasterio de Santa María de Cenarruza, en Vizcaya,: 10  siendo por otro lado su decoración similar a la del retablo mayor de la Iglesia de San Salvador de Pazos de Arenteiro y a la del retablo de San Miguel de la Iglesia de San Juan de Casoio.: 42 
En lo que atañe a la imagen de San Benito que corona el retablo, esta mide 1,13 metros y luce el hábito de la orden benedictina además de cubrir su cabeza con una cogulla. El rostro hace gala de notables arrugas, portando en la mano derecha el libro de la regla, el cual sujeta con fuerza, y en la izquierda el báculo abacial. La policromía de la figura, destacada por su excelencia, exhibe carnaciones mate, profusión de dorados y finísimas labores ejecutadas a punta de pincel.: 94 

### Escudo

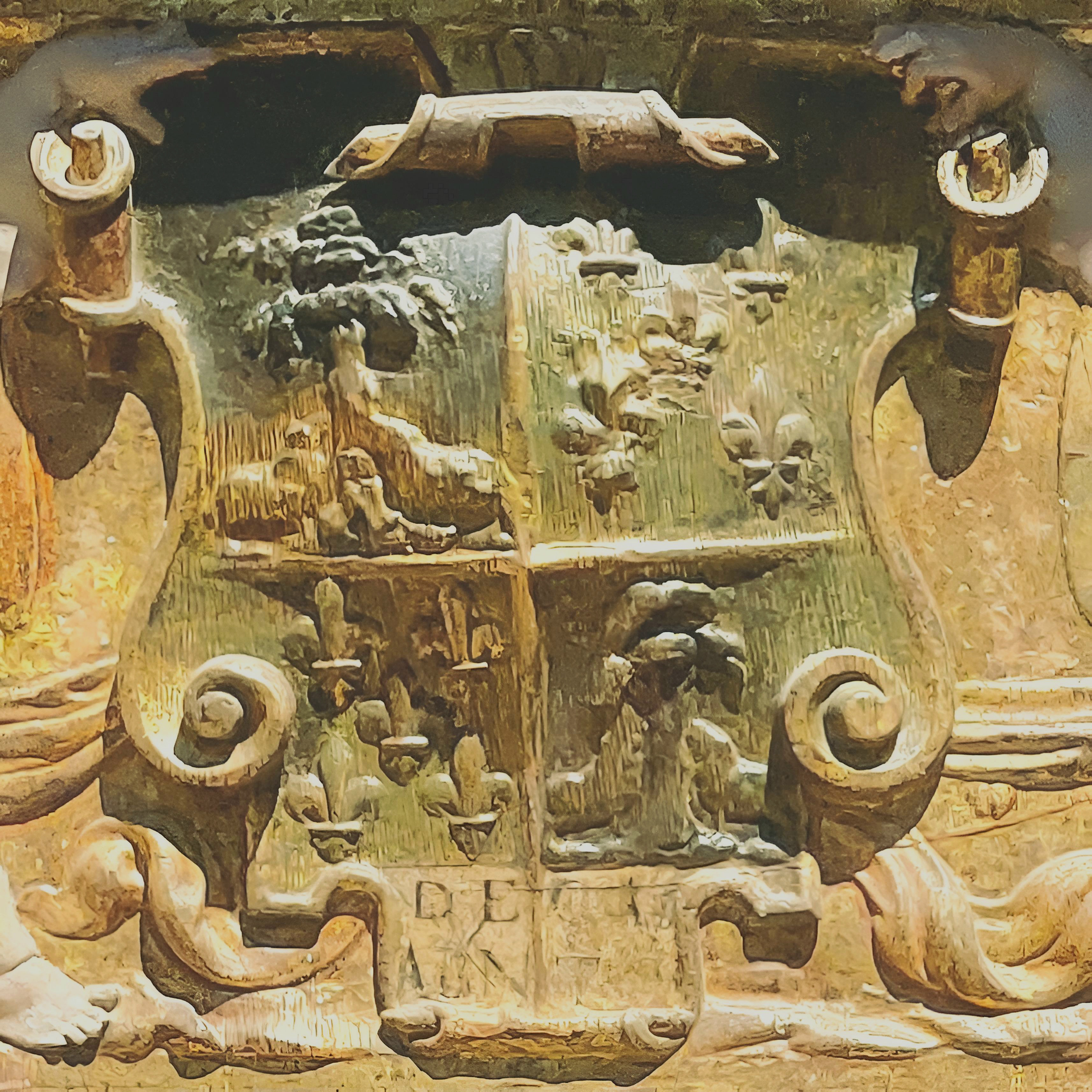
Escudo.

Pese a que Celma tenía el cometido de instalar las armas de Díaz de Cadórniga y de que el escudo presente en la estructura fue identificado como perteneciente a la familia de la Morera por María Dolores Vila Jato,: 40  la heráldica no se corresponde con ninguno de estos dos apellidos: el segundo y tercer cuartel, compuesto cada uno por cinco flores de lis en forma de aspa o sotuer, constituyen una variante de las armas de la familia Deza, presentes a su vez en el n.º 3 de la plaza del Hierro: 1  (Juan de Deza, arcediano de Búbal y abad de Villaza, está enterrado en un sepulcro a escasos metros del retablo), mientras que tanto el primer como el cuarto cuartel muestran un pino y dos cabras, elementos que configuran las armas de los Sotelo, familia vinculada a la catedral a través del regidor Álvaro Salgado Sotelo, patrono de la Capilla de San Antonio, y del deán Antonio Sotelo y Novoa, fundador de la Capilla de la Inmaculada.: 129  Este escudo, en cuya base se lee «DEÇA ABNT»,: 94  figura igualmente en otras zonas de la provincia: la Iglesia de Santiago de Allariz; el sepulcro de Ochoa de Espinosa, conservado en el Museo Arqueológico Provincial; la Colegiata de Santa María de Xunqueira de Ambía; la casa de los Sotelo, a escasos metros de la catedral; la casa de los Armada, también cercana a la catedral; la casa del Conde, en Maceda; el pazo de Guizamonde, a las afueras de la ciudad; la casa de Amoeiro, en Allariz; la casa de Benito González Oxea, también en Allariz; el pazo de Eiras, en San Amaro; la Iglesia de Santa María de Feá, en Toén; el pazo del conde de Torre de Penela, también en Toén; la Iglesia de San Pedro de Maus, en Vilar de Barrio; la casa de Chaioso, en Maceda; y varias casas en San Cibrao das Viñas. Sumado a esto, el escudo aparece en el sepulcro de la marquesa de Villaverde de Limia,: 129  fechado en 1854 y situado en el cementerio de San Francisco; en este caso las cabras son reemplazadas por leones, si bien se considera un error de cantería.: 129 

## Legado
El retablo, restaurado en un plazo de dos meses en 2007 por la empresa Alquimia Restauración y con fondos de la Fundació Caixa Catalunya (adolecía de xilófagos, escombros y problemas de estabilidad y consolidación), se erige como uno de los más importantes y ricamente expresivos ejemplares del Renacimiento español,: 69  ejecutado en una época de decadencia artística derivada de la desaparición de Cornielles de Holanda y su taller (solo se conservan cuatro retablos de este periodo, siendo el de la catedral el más destacado).: 40  Sumado a lo anterior, el retablo de la Quinta Angustia es el más innovador del momento por haber introducido en el panorama artístico gallego no solo la influencia de Juan de Juni sino también los motivos ornamentales plenamente asumidos de corte clásico (atlantes, calaveras, putti, etc.), además de la exuberancia en la decoración que, salvo algunos cambios menores, se mantendría hasta finales del siglo xvi.: 42 